# بیت رهبری
دفتر رهبر جمهوری اسلامی که با عنوان بیت رهبری هم شناخته می‌شود، نام سازمانی حکومتی در جمهوری اسلامی ایران است که زیر نظر رهبر جمهوری اسلامی سید علی خامنه‌ای اداره می‌شود. این سازمان به‌طور کلی مرکز مدیریت همه سازمان‌ها، نهادها، ادارات کل، مؤسسات غیرانتفاعی و سایر دستگاه‌هایی است که زیر نظر مستقیم رهبر جمهوری اسلامی ایران اداره می‌شوند ، از  این سازمان توسط سپاه حفاظت ولی امر حفاظت می شود.
بیت رهبری محل اقامت رسمی، دفتر دیوان سالاری و محل کار اصلی رهبر جمهوری اسلامی از سال ۱۳۶۸ است.
این سازمان از سال ۱۳۶۸ و با تغییر رهبر جمهوری اسلامی به صورت رسمی تشکیل شد و دارای اختیارات مشخصی در قانون اساسی گردید.
ساختار آن ترکیبی از بیت سنتی (دفتر مذهبی مرجع) و دیوان سالاری مدرن است. این مؤسسه در مرکز تهران واقع شده است و توسط محمد محمدی گلپایگانی اداره می‌شود.

## بررسی اجمالی
دفتر رهبر جمهوری اسلامی توسط رهبر برای ارتباط و اجرای دستورها به سایر سازمانهای نظامی، فرهنگی، اقتصادی و سیاسی استفاده می‌شود. تعدادی از مشاوران سیاسی، نظامی و مذهبی زیر نظر این دفتر کار می‌کنند. این مشاوران نقش مهمی در تصمیم‌گیری در سراسر کشور دارند.

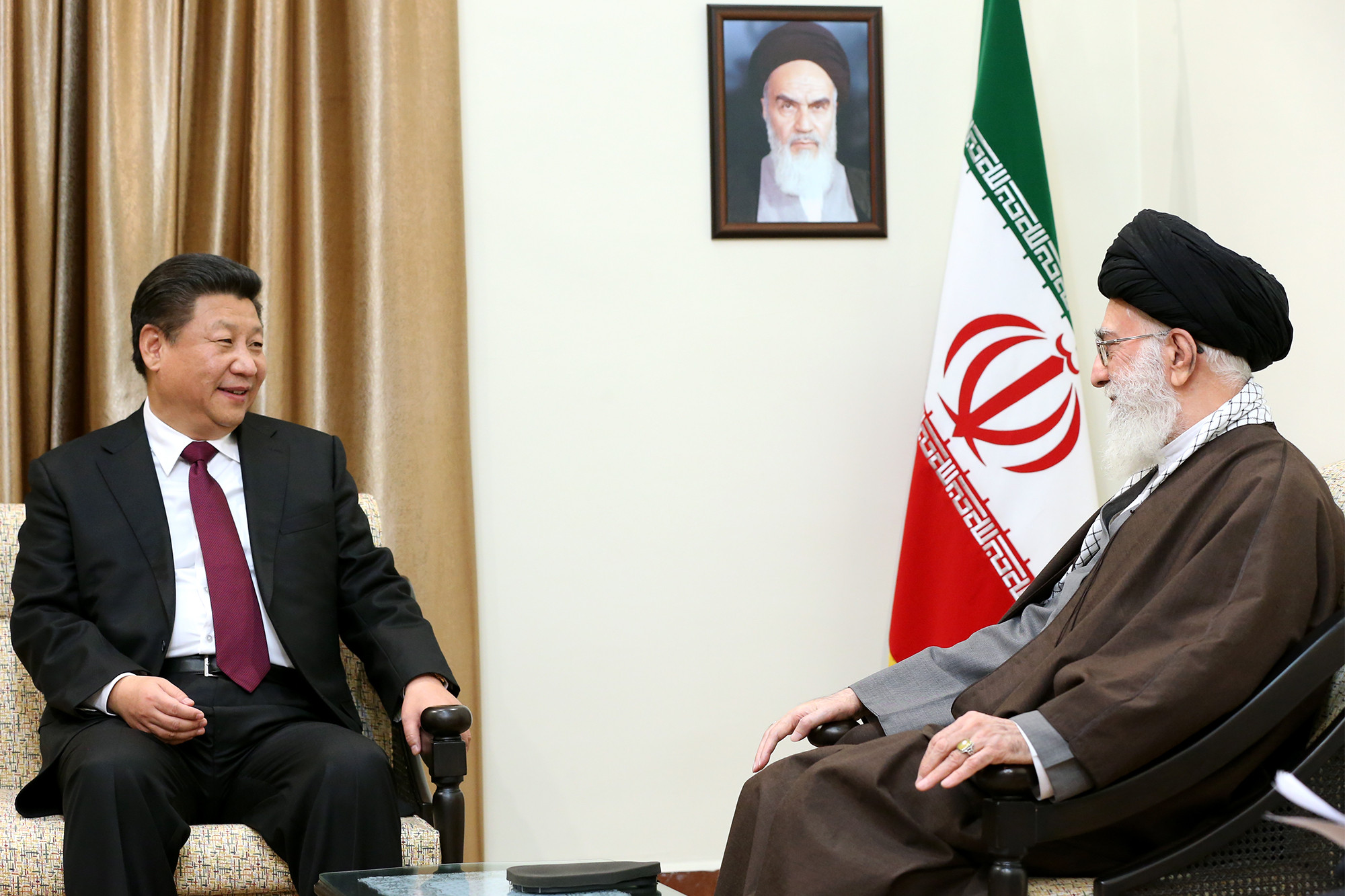
شی جین پینگ در دیدار با سید علی خامنه‌ای - سال ۱۳۹۶

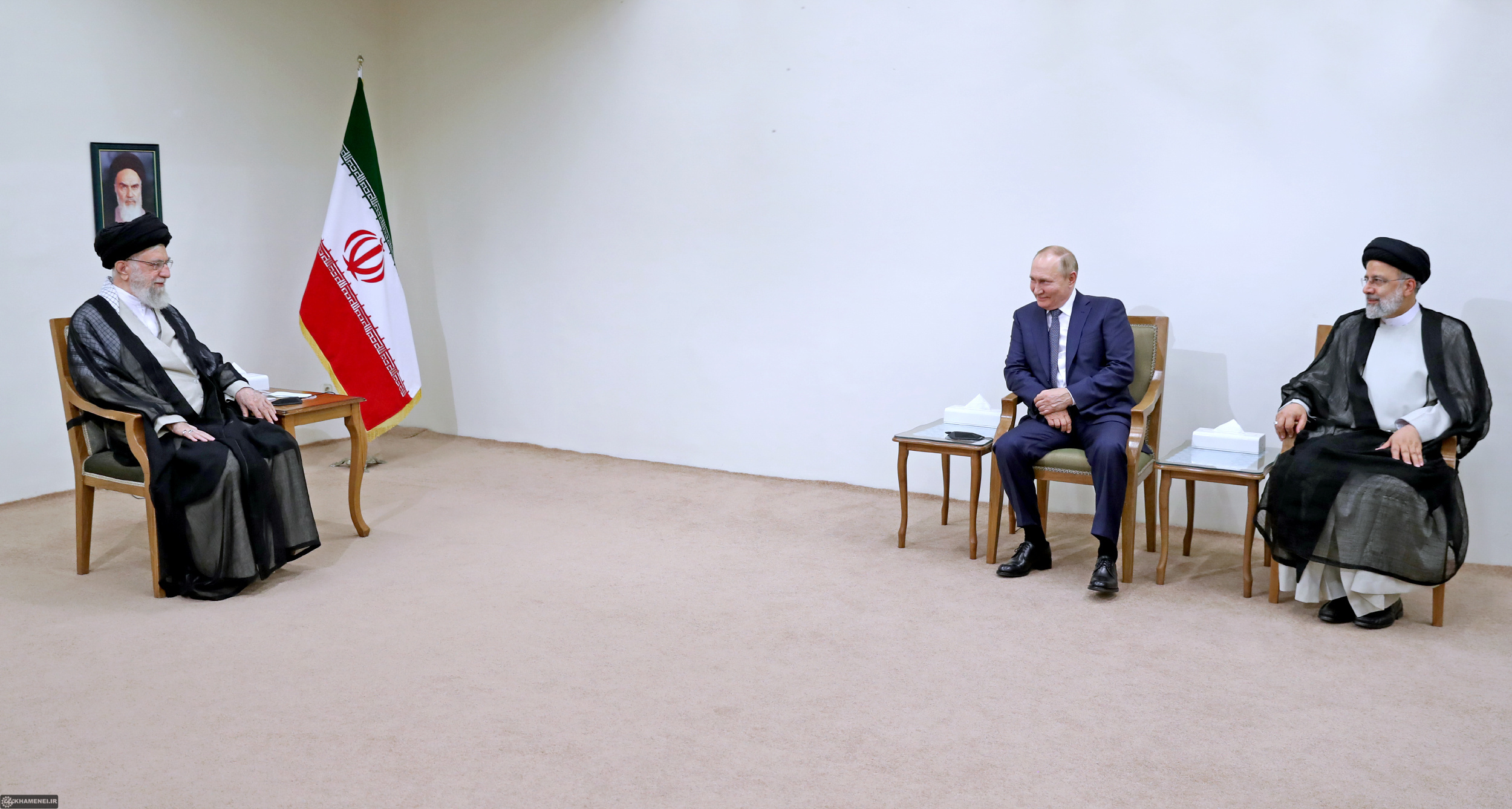
ولادیمیر پوتین در دیدار با سید علی خامنه‌ای - سال ۱۴۰۰

خامنه‌ای هیچ‌گاه به استقبال یا همراهی سیاستمداران خارجی نمی‌رود و این روند بر عهده رئیس‌جمهور یا وزیر امور خارجه است. به همین دلیل سیاستمداران جهان برای دیدار با رهبر جمهوری اسلامی ایران باید به بیت رهبری بروند.
دیدارهای رسمی و عمومی افراد خاص و عزاداری‌های مختلف مردم با حضور خامنه‌ای در حسینیهٔ امام خمینی بیت رهبری صورت می‌پذیرد و سالانه چندین بار توسط مسئولان اجرائی و تشریفات دفتر رهبری این دیدارها در مناسبت‌های مختلف برنامه‌ریزی و اجرا می‌شود.

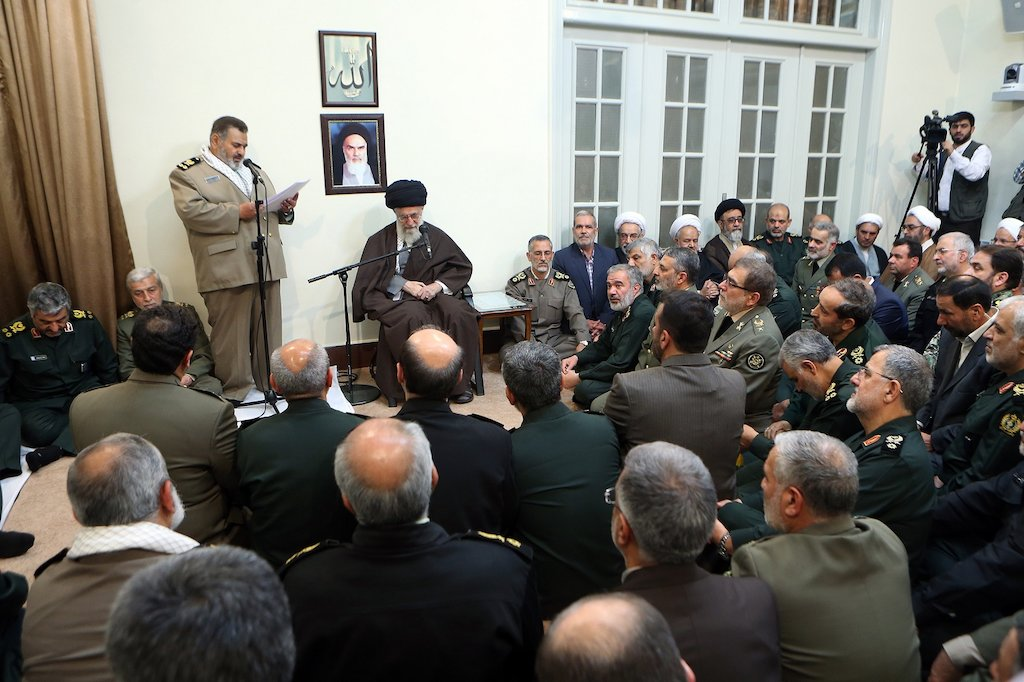
Ali_Khamenei_and_commanders_of_Iran's_armed_forces_(_April_2016)_03

دیدارهای خصوصی خامنه‌ای که شامل افراد خاص همچون خانواده‌های کشته شدگان جنگ ایران و عراق، نیروهای مسلح، سران قوا، هیئت دولت دست‌اندرکاران سینما و اهل هنر، شاعران، ورزشکاران برتر، و غیره در سالن دیدارهای خصوصی در دفتر کار خامنه‌ای صورت می‌پذیرد.
بعضی از این دیدارهای خصوصی با مقامات بلندپایه و سران کشور و نیروهای مسلح جمهوری اسلامی و مقامات امنیتی و اطلاعاتی است و بنا به تصمیمات مسئولان امنیتی دفتر رهبری هیچ‌گاه رسانه ای نمی‌شود. ولیکن دیدارهای دیگر از جمله خانواده‌های کشته شدگان و اهالی سینما و هنر و ورزشکاران به صورت مستند در صدا و سیما پخش می‌شود.
خامنه‌ای در دیدار با اعضای سپاه حفاظت ولی امر و همچنین کارکنان دفتر خود و خانواده‌های آنها، اعلام کرد که ساعت کاری خود را از ۵:۰۰ بامداد شروع می‌کند و ممکن است تا شب ادامه پیدا کند.
به گفته علی مطهری، نماینده مجلس از تهران، تأثیر بیت رهبری در امور کشور آنقدر زیاد است که «مجلس در واقع شاخه ای از دفتر رهبر جمهوری اسلامی است».

## دولت در سایه
دفتر رهبر ایران با تشکیلات موازی عریض و طویل اداری، سیاسی، اقتصادی، ارتباطات، نظامی، حفاظتی، فرهنگی و حوزوی با هزاران کارمند به نوعی «دولت در سایه» است و از چنان قدرت و توانایی فرا قانونی برخوردار است که سایر قوای سه‌گانه را به حاشیه برده است و در صورت هر خللی در قوای مجریه، می‌تواند امور را در دست بگیرد و وزارتخانه‌ها را هدایت و به گونه‌ای عمل کند که آب از آب تکان نخورد. به عنوان نمونه در ۲۸ فروردین‌ماه سال ۹۰ در پی اختلاف نظر محمود احمدی‌نژاد، رئیس‌جمهور وقت و رهبر ایران بر سر وزیر اطلاعات، احمدی‌نژاد به عنوان اعتراض، یازده روز از خانه بیرون نیامد. به نظر می‌رسد با قدرت دفتر رهبری، اگر خانه‌نشینی رئیس‌جمهور ادامه پیدا می‌کرد و حتی با استعفا هم تمام می‌شد مشکلی برای کشور به وجود نمی‌آمد.

## تحریم‌ها
در ۲۴ ژوئن ۲۰۱۹، دونالد ترامپ، رئیس‌جمهور ایالات متحده، فرمان اجرایی ۱۳۸۷۶ را امضا کرد که در آن دارایی‌های دفتر رهبر جمهوری اسلامی، به همراه علی خامنه‌ای، در پی حادثه حوالی خلیج عمان در روزهای قبل مسدود شد.